# Thomanerchor
Thomaskören (tyska: Thomanerchor) är en tysk gosskör som består av ungefär 100 pojkar mellan 9 och 18 år. Den är knuten till Thomaskyrkan i Leipzig. Kören grundades tillsammans med augustinkorherrarnas stiftsskola i Leipzig, Thomasschule, där körmedlemmarna är elever, av markgreve Didrik den beträngde av Meissen 1212. Flera kända tyska sångare och musiker har varit medlemmar i kören, och den leds av Thomaskyrkans kantor. På denna post har också flera kända musiker verkat, bland dem främst Johann Sebastian Bach.

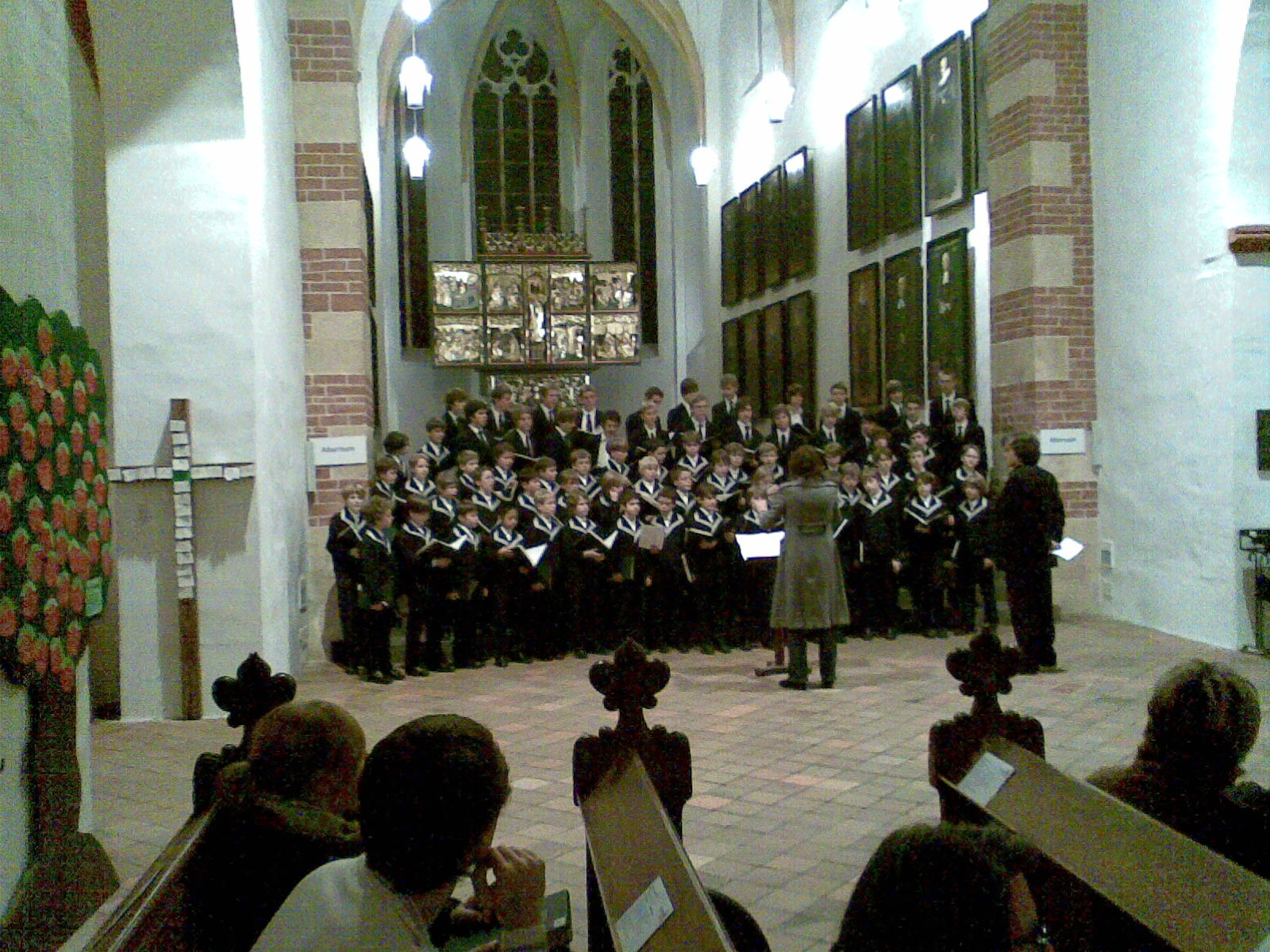
Thomanerchor vid ett framträdande i Thomaskyrkan 2008.

Körens repertoar utgörs huvudsakligen av Bachs kompositioner för kör men även av andra andliga och världsliga sånger.